# Pierwszy rząd Kazimierza Sabbata
Pierwszy rząd Kazimierza Sabbata – gabinet pod kierownictwem premiera Kazimierza Sabbata, istniał od 5 sierpnia 1976 do 12 czerwca 1978 roku.

## Skład rządu
- Kazimierz Sabbat –  prezes Rady Ministrów
- Zygmunt Zawadowski – minister spraw zagranicznych
- Stefan Brzeszczyński – minister obrony narodowej
- Zygmunt Szadkowski – minister skarbu
- Kazimierz Sabbat – minister sprawiedliwości
- Kazimierz Sabbat – minister spraw krajowych
- Zygmunt Szadkowski – minister spraw społecznych
- Czesław Czapliński – minister wyznań religijnych, oświaty i kultury
- Mieczysław Skowroński-Sas – minister informacji i dokumentacji
- Alfred Urbański – minister (do 30 września 1976)
- Stanisław Borczyk – minister (od 11 października 1976)